# Volta a Portugal de 1972
A 35ª edição da Volta a Portugal em Bicicleta de 1972 decorreu entre os dias 12 e 27 de Agosto de 1972. Composta por 24 etapas.

## Equipas
Participaram 92 ciclistas de 10 equipas:
- Ambar
- Benfica
- Brandy Macieira
- Caves Messias
- Coelima
- FC Porto
- Gin. Tavira
- Louletano
- Sangalhos
- Sporting-GazCidla

## Etapas
| Nº        | Data         | Etapa                                       | km    | Vencedor da etapa                      | Camisola amarela                      |
| --------- | ------------ | ------------------------------------------- | ----- | -------------------------------------- | ------------------------------------- |
| 1ª etapa  | 12 de Agosto | Circuito das Antas (C/R por equipas)        | 4,5   | FC Porto                               | Manuel Gomes (FC Porto)               |
| 2ª etapa  | 13 de Agosto | Porto - Guimarães                           | 111   | Juan Zurano Jerez (Caves Messias)      | Joaquim Leite (FC Porto)              |
| 3ª etapa  | 13 de Agosto | Circuito de Vila do Conde                   | 30    | Manuel Gomes (FC Porto)                | Joaquim Leite (FC Porto)              |
| 4ª etapa  | 14 de Agosto | Vila do Conde - Braga                       | 58    | Firmino Bernardino (Sporting-GazCidla) | Joaquim Leite (FC Porto)              |
| 5ª etapa  | 14 de Agosto | Braga - Pedras Salgadas                     | 145   | Venceslau Fernandes (Benfica)          | Venceslau Fernandes (Benfica)         |
| 6ª etapa  | 15 de Agosto | Pedras Salgadas - Seia                      | 196   | Doyen (Brandy Macieira)                | Joaquim Leite (FC Porto)              |
| 7ª etapa  | 16 de Agosto | Tondela - Porto                             | 141   | Doyen (Brandy Macieira)                | Joaquim Leite (FC Porto)              |
| 8ª etapa  | 16 de Agosto | Pista das Antas (Perseguição individual)    | 2,250 | Joaquim Agostinho (Sporting-GazCidla)  | Joaquim Agostinho (Sporting-GazCidla) |
| 9ª etapa  | 17 de Agosto | Porto - Figueira da Foz                     | 126   | Andrés Sánchez (Caves Messias)         | Joaquim Agostinho (Sporting-GazCidla) |
| 10ª etapa | 17 de Agosto | Pista de Sangalhos (Perseguição individual) | 2     | Joaquim Agostinho (Sporting-GazCidla)  | Joaquim Agostinho (Sporting-GazCidla) |
| 11ª etapa | 18 de Agosto | Figueira da Foz - Lisboa                    | 205   | Leonel Miranda (Sporting-GazCidla)     | Joaquim Agostinho (Sporting-GazCidla) |
| 12ª etapa | 19 de Agosto | Autódromo do Estoril                        | 60    | Manuel Gomes (FC Porto)                | Joaquim Agostinho (Sporting-GazCidla) |
| 13ª etapa | 19 de Agosto | Estádio José Alvalade (C/R individual)      | 4,5   | Joaquim Agostinho (Sporting-GazCidla)  | Joaquim Agostinho (Sporting-GazCidla) |
| 14ª etapa | 20 de Agosto | Setúbal - Lagos                             | 228   | Manuel Gomes (FC Porto)                | Joaquim Agostinho (Sporting-GazCidla) |
| 15ª etapa | 21 de Agosto | Lagos - Tavira                              | 111   | Leonel Miranda (Sporting-GazCidla)     | Joaquim Agostinho (Sporting-GazCidla) |
| 16ª etapa | 21 de Agosto | Pista de Tavira                             | 2     | Manuel Durão (Sangalhos)               | Joaquim Agostinho (Sporting-GazCidla) |
| 17ª etapa | 22 de Agosto | Tavira - Loulé (C/R individual)             | 34    | Joaquim Agostinho (Sporting-GazCidla)  | Joaquim Agostinho (Sporting-GazCidla) |
| 18ª etapa | 23 de Agosto | Loulé - Montemor-o-Novo                     | 210   | Manuel Leote (Sangalhos)               | Joaquim Agostinho (Sporting-GazCidla) |
| 19ª etapa | 24 de Agosto | Montemor-o-Novo - Envendos                  | 147   | Juan Zurano Jerez (Caves Messias)      | Joaquim Agostinho (Sporting-GazCidla) |
| 20ª etapa | 24 de Agosto | Envendos - Abrantes                         | 67    | Firmino Bernardino (Sporting-GazCidla) | Joaquim Agostinho (Sporting-GazCidla) |
| 21ª etapa | 25 de Agosto | Abrantes - Penhas da Saúde                  | 183   | Herculano de Oliveira (Sangalhos)      | Joaquim Agostinho (Sporting-GazCidla) |
| 22ª etapa | 26 de Agosto | Castelo Branco - Santarém                   | 192   | Cosme Oliveira (Ambar)                 | Joaquim Agostinho (Sporting-GazCidla) |
| 23ª etapa | 27 de Agosto | Santarém - Sintra                           | 111   | Manuel Gomes (FC Porto)                | Joaquim Agostinho (Sporting-GazCidla) |
| 24ª etapa | 27 de Agosto | Sintra - Lisboa (C/R individual)            | 25    | Joaquim Agostinho (Sporting-GazCidla)  | Joaquim Agostinho (Sporting-GazCidla) |

## Classificações Finais
| Lugar | Nome               | Nacionalidade | Equipa            | Tempo       |
| 01º   | Joaquim Agostinho  | Portugal      | Sporting-GazCidla | 65h 11' 17" |
| 02º   | José Martins       | Portugal      | Coelima           | + 5' 46"    |
| 03º   | José Luis Galdamez | Espanha       | Coelima           | + 6' 24"    |
| 04º   | Leonel Miranda     | Portugal      | Sporting-GazCidla | + 7' 03"    |
| 05º   | Joaquim Andrade    | Portugal      | FC Porto          | + 7' 28"    |
| 06º   | Firmino Bernardino | Portugal      | Sporting-GazCidla | + 7' 46"    |
| 07º   | Herculano Oliveira | Portugal      | Sangalhos         | + 7' 57"    |
| 08º   | Pedro Cruces       | Espanha       | Caves Messias     | + 8' 11"    |
| 09º   | José Madeira       | Portugal      | Gin. Tavira       | + 8' 42"    |
| 10º   | Joaquim Leite      | Portugal      | FC Porto          | + 9' 16"    |

## Outras classificações
Equipas: Sporting-GazCidla, 195h 43' 53"
Pontos: Fernando Mendes (Benfica), 58 pontos.
Montanha: José Abillera Balboa (Caves Messias), 29 pontos.
Metas Volantes: Custódio Gomes (FC Porto), 37 pontos.
Rei das Metas: Joaquim Agostinho (Sporting-GazCidla), 8 metas.
Combinado: Joaquim Agostinho (Sporting-GazCidla), 6 pontos.

## Ciclistas
Partiram: 89; Desistiram: 52; Terminaram: 37.
Media: 36,770 Km/h.